# Церковь Святого Иоанна (Рига)
Церковь Святого Иоанна (латыш. Sv. Jāņa baznīca) — лютеранская церковь в Риге, в Старом городе. В архитектурном аспекте представляет собой причудливое сочетание поздней готики, Северного Возрождения, маньеризма и барокко. Наряду с другими тремя церквами в Старом городе (Домский собор, Церковь Святого Петра и Яковлевская церковь) может быть причислена к выдающимся памятникам церковной средневековой архитектуры в Риге.

## Начальный этап истории
Первоначально в 1234 году церковь Иоанна Крестителя, поименованная в честь святого покровителя власти епископа в Риге, представляла собой небольшую достаточно скромную деревянную часовню у доминиканского монастыря — этот участок городской территории был выкуплен доминиканским орденом у рижского архиепископа Николая и перестроен в 30-е годы XIII века. Изначально, согласно упоминаниям в хрониках и официальных строительных документах, Иоаннова церковь являлась однонефным зданием с шестью контрфорсами внутри единого помещения, между которыми располагались боковые алтари.

## Первая война с Ливонским орденом
Впервые же церковь фигурирует в городских хрониках в 1297 году, когда горожане подняли сокрушительное восстание против командора орденского замка Виттенштейн (Белокаменного), который повелел снести мост над Даугавой, поскольку тот препятствовал прохождению рыцарских судов через водоём, что категорически не понравилось революционно настроенным городским жителям, особой любви к ордену не питавшим. Тогда же горожане подняли катапульты для стрельбы увесистыми каменными ядрами для стрельбы по ненавистному оплоту орденского владычества на крыши Петровской и Иоанновской церквей, с которых начали методичное разрушение Виттенштейна. Восстание завершилось в пользу горожан, дюжина рыцарей были казнены, в том числе и командор — тогда в Рижской крепости магистр Бруно оставил сравнительно небольшой гарнизон, что повлияло на исход народных волнений. После восстания 1297 года военные действия затянулись на 33 года — в 1330 году магистр Эберхардт фон Монгейм увенчал длительную кампанию победоносным вхождением в покорённую Ригу.

## Антидоминиканское восстание

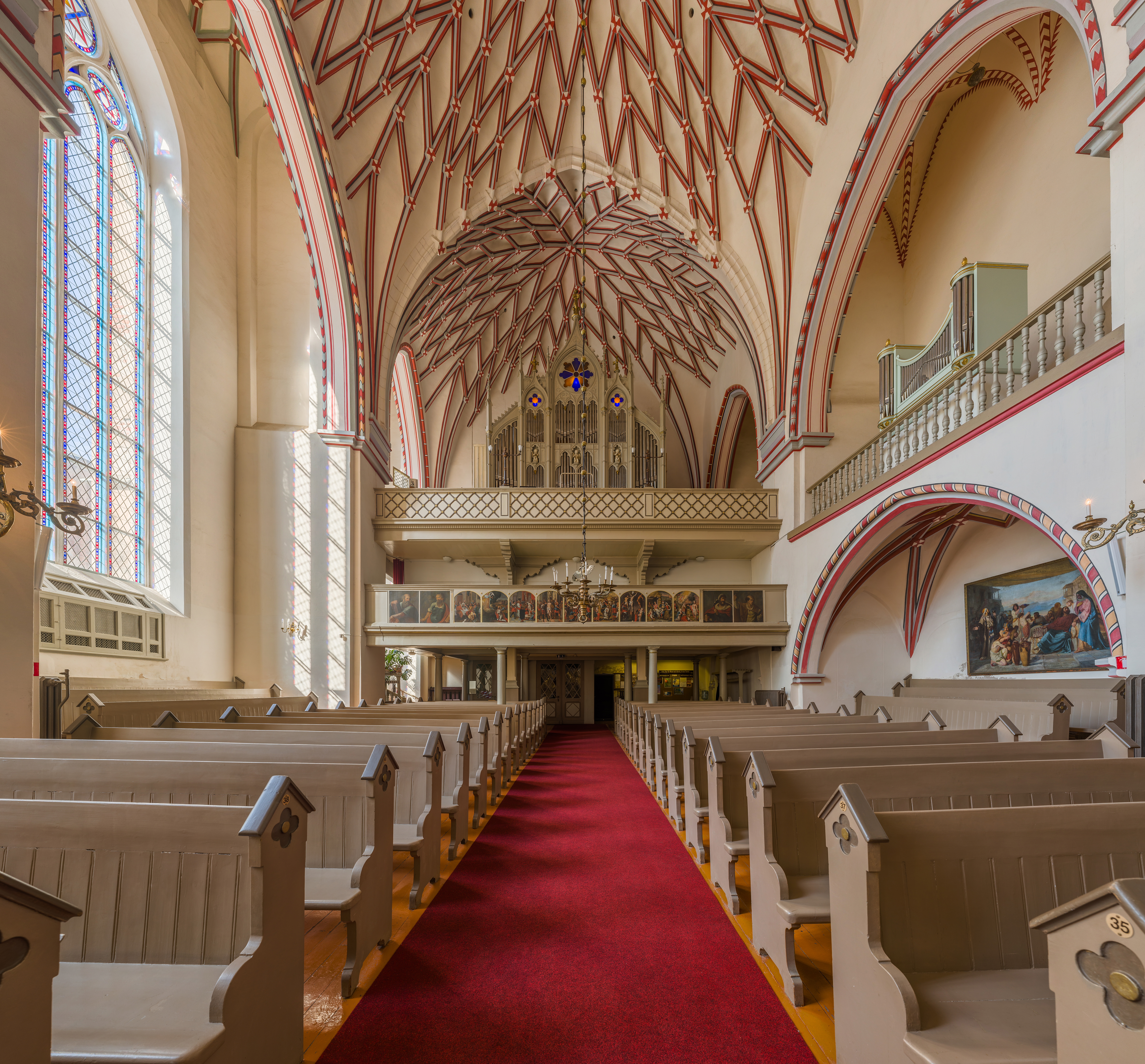
Интерьер храма

Известно, что в конце XV века церковь разрушают городские жители, раздосадованные обременительной финансовой политикой доминиканцев, но разрушение центра доминиканского ордена происходило организованно, в рамках очередного антиорденского восстания, которое состоялось в 1484 году, когда рижане в упорной борьбе разгромили основные силы ордена и подвергли беспощадному разрушению его новый замок, на сей раз отстроенный на побережье Западной Двины самими же жителями Риги (однако в другом, более раннем поколении) по условиям капитуляции 1330 года. Магистр Иоганн Фридрих фон Лоринкгофен срочно затребовал военную помощь из «центра», каковым по существу являлась Священная Римская империя, однако она последовала не сразу — это повлияло на то, что очередной виток противостояния между феодальным сеньором и его подчинёнными принял затяжной характер.

## Строительство нового храма
На рубеже веков доминиканцы не теряли времени зря и к началу XVI века церковь была отстроена в распространившемся в эту эпоху в церковном зодчестве Северной Германии стиле поздней готики. В первую очередь примечательными компонентами новой церкви Святого Иоанна явились перекрытие из сетчатых сводов, а также ступенчатый западный фронтон, который увенчан старинным петушком-флюгером, наиболее оперативно указывающим направление ветра в сравнении с остальными тремя рижскими петухами, венчающими шпили главных церквей. Мотив ступенчатого фронтона, возвышающегося с западной стороны, где расположен портал в редком для латвийской столицы стиле Северного Возрождения, направлен на раскрытие глубокой религиозной идеи и носит название «спины осла», что аллюзивно указывает на концепцию следования заветам Иисуса Христа, а также Его пути (Иисус, проповедуя, въехал в Иерусалим сидя верхом на осле). Что касается восточной части приходского зала, то там доминиканские каменщики отстраивают небольшую колокольню.

## Реформация и её последствия

### Разорение и закрытие
Вскоре последовало бескровное изгнание доминиканцев из города — во время пасхального крестового шествия доминиканские монахи покинули город для того, чтобы обойти крепостную стену, а жильцы отказались их впускать обратно после завершения шествия. В период Реформации толпа разгневанных горожан, разожжённая горячими проповедями немецкого миссионера-антикатолика Мельхиора Гофмана, ворвалась в церковь Святого Иоанна, подвергнув её интерьер беспощадному разгрому, после чего церковь оказалась заброшенной и запечатанной.

### Конюшня и зернохранилище
Через короткое время её выкупает некий Шульц (Шульте), старейшина ремесленной гильдии Риги, который делит помещение церкви на две части, в одной из которых устраивает стойла для лошадей, а в другой — зернохранилище. Несколько позже император Священной Римской империи Фердинанд I (а Священная Римская империя считалась верховным управителем ливонских земель) предпочёл вмешаться в сложившуюся ситуацию и назначил рижанам колоссальное по финансовым меркам того времени наказание за осквернение Иоаннова храма, некогда являвшегося оплотом одного из наиболее влиятельных католических орденов Европы. Речь идёт о штрафе в 18 000 марок серебром — необходимость его выплаты существенно повлияла на уровень личного материального благополучия рижских ратманов, которые несли ответственность за то, что храм более тридцати лет использовался не по прямому назначению.

### Оружейный склад

Портал главного входа.

После публичного раскаяния членов городского совета и изгнания из церкви предприимчивого ремесленника Шульца горожанами, испытывавшими хроническую неприязнь к храму, принимается другое, не менее радикальное решение — устроить в церкви арсенал. В ходе продолжительной Ливонской войны, когда после ликвидации Ливонского ордена за обладание Ливонским наследством боролись сразу несколько воюющих сторон (Речь Посполита, Русское царство, Шведское королевство, Дания), в арсенале, под которую были отданы помещения экс-церкви, был размещён запас новейшего вооружения горожан, которым так и не пришлось воспользоваться, поскольку боевые действия велись в основном в окрестностях других ливонских крепостей. Однако рижане после 1561 года получили возможность впервые в своей истории почувствовать себя по-настоящему свободными, поскольку последний магистр Ливонского ордена Готхард Кетлер утратил власть над Ригой и Ливонией; после предварительного соглашения 5 марта 1562 года он на добровольно-принудительной основе перешёл в лютеранскую веру и был назначен первым правителем Курляндского герцогства, положив начало династии Кетлеров.
Тем не менее сравнительно беззаботный период, который в историографии получил традиционное название периода вольного города, закончился в 1581 году, когда после дневного совещания не на шутку встревожившихся бургомистров было принято решение торжественно приветствовать нового сюзерена Риги Стефана Батория, польского короля, преуспевающего полководца и умелого интригана. Тот, получив вожделенные ключи от города, сразу же произвёл изящную рокировку, которая повлияла на дальнейшую судьбу двух значимых рижских церквей — Яковлевской (на тот момент лютеранской) и Иоанновской (пока не функционировавшей как сакральное здание).

## Переход в собственность латышского лютеранского прихода
Стефан Баторий первым делом распоряжается отдать Яковлевскую церковь католическому обществу иезуитов, которые были приглашены в Ригу сразу после её подчинения королю Речи Посполитой. Тогда же вследствие этого решения «без приюта» остались рижские лютеране, которые по указу венценосной особы безвозмездно получают в своё бессрочное распоряжение Иоанновскую церковь. Таким образом, храм Святого Иоанна Крестителя перешёл во владение латышской лютеранской общины, которая сразу же организует его расширение и перестройку. В первую очередь рижский строительный мастер Герд Фрезе получает заказ на расширение церкви на восток — перед этим к началу 1587 года старая апсида, пришедшая в упадок, сносится, тем самым освобождается место для создания новой алтарной пристройки. Работы, в результате которых церковь значительно выигрывает в размерах, завершаются к 1589 году. Что касается архитектурной характеристики самой пристройки, то она выполнена в модном стиле маньеризма, представляет собой трёхнефное просторное помещение с алтарной частью аккуратной полигональной формы. Перекрытие из кирпичных крестовых сводов, органично сочетающимися с сетчатым декором сводов главного нефа приходского зала, опирается на колонны тосканского ордера.
В 1677 году в Риге происходит один из самых сильных и опустошительных в её истории пожаров, когда восточная алтарная часть полностью выгорает — после того, как природная стихия окончила бушевать, кирпичные перекрытия апсиды церкви были восстановлены из дерева. Наружную поверхность стен украшает декор римского архитектурного ордера.
Тогда же, в конце XVII века горожане добавляют в наружные симметрично расположенные ниши алтарной части две скульптуры — Иоанна Крестителя, символизирующего доверчивость и простодушие жителей-лютеран, и Саломеи, которая, в свою очередь, олицетворяет вероломство и коварство городской католической верхушки.
В 1769 году мастер столярных дел К. Г. Аппельбаум строит барочный алтарь.
В 1849 году взамен предыдущей полуразвалившейся колокольни молодой, но уже подающий надежды остзейский архитектор Иоганн Даниэль Фельско отстраивает новую неоготическую колокольню (это — его дипломная работа).
В 1912 году основоположник национальной плановой живописи, знаменитый латвийский пейзажист и портретист Янис Розенталь пишет религиозную картину «Распятие», которую помещают в сакристию Иоанновского храма.
Автором деревянных скульптурных украшений является резчик по дереву Якоб Майер; автором алтарной картины — художник Август Штилинг.
В советское время церковь функционировала как лютеранская, проблем с отправлением религиозного культа у прихожан храма Иоанна Крестителя не возникало.